# La Valse des pigeons
Pour plus de détails, voir Fiche technique et Distribution.
La Valse des pigeons est un film français réalisé par Michaël Perrotta et sorti en 1991.

## Synopsis
Trois amis rêvent d'aller au Mexique afin d'échapper à la région parisienne. Pour financer leur voyage, ils réalisent un cambriolage dans un musée, sur les indications d'une fille dont ils se rendent compte après coup qu'elle s'est servie d'eux pour venger son père.

## Fiche technique
- Titre : La Valse des pigeons
- Réalisateur : Michaël Perrotta
- Assistants : Emmanuel Finkiel et Georges Leblond
- Scénario : Michaël Perrotta
- Adaptation : Patrick Delor
- Costumes : Muriel Honet-Kintziger et Lucile Reichert
- Décors : Dominique Treibert
- Photographie : Daniel Barrau et Antoine Roch
- Son : Éric Vaucher
- Montage : Arnaud Petit et Marie-France Poulizac
- Cascades : Michel Carliez
- Production : Pipeline Communications
- Distribution : La Société des films Sirius
- Pays de production :  France
- Durée : 87 minutes
- Date de sortie : France - 14 août 1991[2]

## Distribution
- Sandrine Dumas : Manu
- Arno Chevrier : Pierrot
- Foued Nassah : Foued
- Nicolas Tronc : Philippe
- Serge Sauvion : Rouchaud
- Karim Belkhadra
- Cheik Doukouré
- Karin Viard